# Албрехт фон Бранденбург
Албрехт фон Бранденбург (на немски: Albrecht von Brandenburg; * 28 юни 1490, Кьолн, Федерална република Германия; † 24 септември 1545, Майнц, Курфюрство Майнц) от род Хоенцолерн, е първо от 1499 до 1513 г., с по-големия си брат Йоахим I Нестор, съ-маркграф на Бранденбург (като Албрехт IV), а след това става духовник и (също като Албрехт IV) архиепископ на Магдебург (1513 – 1545), апостолски администратор (като Албрехт V) за вакантния Халберщат.
Още през 1514 г. той става архиепископ на Майнц, митрополит на църковната провинция Майнц, курфюрст и ерцканцлер на Свещената Римска империя и по-късно кардинал на Римската църква. Като поддръжник на индулгенцията, той е един от най-важните противници на Мартин Лутер.

## Живот
Албрехт е вторият син и седмото, и най-малко дете, на бранденбургския курфюрст Йохан Цицерон (1455 – 1499) и съпругата му Маргарета Саксонска (1449 – 1501), дъщеря на херцог Вилхелм III „Смели“ от Саксония“ (1425 – 1482) и Анна Австрийска (1432 – 1462), дъщеря на немския крал Албрехт II (1397 – 1439) и Елизабет фон Люксембург (1409 – 1442), дъщеря на император Сигизмунд Люксембургски.
Заедно с брат му Йоахим той основава през 1506 г. университет във Франкфурт на Одер, където следва. Същата година той става духовник. През 1513 г. на 23 години той става архиепископ на Магдебург и администратор на Епископство Халберщат. През 1514 г. той е архиепископ и курфюрст към Майнц и от 1518 г. кардинал. Той управлява от 1514 г. до изгонването му на 21 февруари 1541 г. от резиденцията си Морицбург в Хале на Заале.
През 1515 и 1516 г. той се опитва да изгони евреите от Майнц, но не успява.
- Албрехт фон Майнц,
 Албрехт Дюрер, 1519
- Гробен паметник на Албрехт фон Бранденбург в катедралата на Майнц